# Hospital Domingo Olavegoya
El Hospital Domingo Olavegoya es un hospital ubicado en la ciudad de Jauja, Perú. Entre las décadas de 1920 y 1960, fue conocido internacionalmente como un centro de atención para enfermos de tuberculosis.

## Historia
Durante la época colonial, la ciudad de Jauja fue reconocida por su clima seco que resultaba beneficioso, según la medicina de la época, para los enfermos de las vías respiratorias y los afectados por tuberculosis. Hacia 1639, Bernabé Cobo señaló que:

“[...] su temple es tan sano y regalado, que muchos van a esta ciudad a cobrar salud y convalecer en aquel valle”

Ya, en la segunda mitad del siglo XIX, el futuro presidente del Perú Manuel Pardo y Lavalle, luego de una estadía en la ciudad a consecuencia de dicha enfermedad, señaló:

“Jauja es el antídoto de la tisis, es el único temperamento de la superficie del globo que posee tan valiosa
virtud”

A inicios del siglo XX, una epidemia de tuberculosis azotó la ciudad de Lima generando el colapso de los hospitales de la capital. A raíz de esto, se crea una comisión con el propósito de construir un sanatorio para atender dicho mal. El 22 de febrero de 1905 se presenta el informe final recomendando la construcción del edificio en las locales de Jauja o Tamboraque (en la provincia de Huarochirí). El 12 de marzo de 1906 se determinó definitivamente que la construcción sería en Jauja y en 1916 se recibió el legado de Domingo Olavegoya Yriarte, limeño acaudalado cuya hija se curó de tuberculosis en Jauja, por 10,000 libras peruanas para la construcción del hospital.
El proyecto se frenó por años y recién en 1918 se suscribieron los contratos para la construcción de los primeros dos pabellones del sanatorio. El pabellón de San Miguel estuvo destinado a cirugía y medicina y el pabellón de Santa Luis a los consultorios externos. Ambos fueron los primeros en recibir pacientes. El 21 de septiembre de 1921 se dispuso que el sanatorio sería denominado "Hospital Domingo Olavegoya" con miras a que no sólo sirviese para los casos de tuberculosis sino que fuera un centro de atención integral. Sin ninguna formalidad de inauguración, se fijó que la fecha de apertura del establecimiento sería el 5 de enero de 1922. En 1923 se inauguraron los pabellones Santa Luisa y Santa Rosa. 
Hacia los años 1960, con la aparición de los quimioterápicos, la importancia del hospital para el tratamiento de la tuberculosis fue disminuyendo. En 1961, el hospital es transferido al Ministerio de Salud Pública y Asistencia Social y en 1964, las religiosas de la caridad de la Comunidad de San Vicente de Paul dejaron la administración del mismo. Posteriormente, las acciones del hospital se reorientaron a un hospital general. 